# 怒劍鳴 (電視劇)
《怒劍鳴》是香港麗的電視製作的電視劇集，在1979年12月首播，全劇共60集，是麗的電視的原創劇集之一，以南宋末年對抗蒙古帝国為故事背景。由徐小明擔任監製，林國雄、潘志文、阮佩珍、容惠雯、蔡瓊輝、江漢、王偉等人主演。
故事講述南宋末年，范秋生、張崎、仇萬仞等人南下結合南宋殘存勢力抵抗蒙古人，但最後終究大勢已去，張崎戰死，陸秀夫背負幼帝跳海而死，南宋滅亡的故事。

## 劇情簡介
寶祐六年，蒙古兵大軍壓境，樊城守將張天順為救樊城百姓，把藏有抗元名冊的黃龍劍交予偏將范國興，然後自刎，讓國興送頭降敵。國興自此蒙上賣國賊之名，與兒子范秋生於鄉間隱姓埋名生活，多年後為「一劍穿心」仇萬仞發現。秋生與國興流亡期間，結識了柳清蓮，對方因奉母親之命，執意要與萬仞決鬥，親手將其殺死。另一邊廂，自小為蒙古人收養的張崎被安排以天順之子的身分出現，並與名劍門掌門凌楚風勾結，企圖消滅中原的抗元勢力。

## 演員表
- 林國雄 飾 范秋生
- 潘志文 飾 張崎
- 江漢 飾 仇萬仞
- 阮佩珍 飾 柳青蓮
- 容惠雯 飾  岳佩佩
- 蔡瓊輝 飾 木靈芝
- 王偉 飾 凌楚風 (名劍門掌門)
- 盧宛茵 飾 凌夫人
- 馬宗德 飾 公堂主
- 馮文傑 飾 伯堂主
- 何乃豪 飾 子堂主
- 黃煜倫 飾 男堂主
- 張瑛 飾 岳世豪 (岳家堡主)
- 葉天行 飾 文總管
- 湯錦棠 飾 武總管
- 關偉倫 飾 內總管
- 董驃 飾 余大海
- 楊澤霖 飾 范國興
- 曹達華 飾 穩如山
- 鄭雷 飾 毒如來
- 馮真 飾 柳霜雲 (傷心斷腸谷主)
- 陳惠瑜 飾 白姑婆
- 南鳳 飾 黑寡婦
- 丁茵 飾 白頭棄婦
- 陳詠嫻 飾 如劍
- 林蔚然 飾 如虹
- 譚一清 飾 無嗔大師
- 司馬華龍 飾 張天義
- 凌文海 飾 逍遙天尊 (五陵教主)
- 梁蘭思 飾 翠翠
- 黃寶儀 飾 虹虹
- 曾健明 飾 五陵教蛇使者
- 衛嘉平 飾 五陵教蠍使者
- 黎金成 飾 五陵教蜘蛛使者
- 郭冠雄 飾 五陵教蜈蚣使者
- 陳紹良 飾 五陵教蟾蜍使者
- 羅惠琪 飾 金線使者
- 官雁玲 飾 銀線使者
- 梁舜燕 飾 毒黃蜂
- 劉國誠 飾 洪鵬飛/急如火 (金烏教主)
- 陳植槐 飾 上官龍 (酒)
- 鄭恕峰 飾 上官虎 (色)
- 孟浪 飾 上官豹 (財)
- 吳傑强 飾 上官鶴 (氣)
- 許英秀 飾 天機子
- 韓年生 飾 青城子 / 獨腳駝
- 張帆 飾 外總管
- 阮惠熊 飾 無為書生
- 阮令濤 飾 陰陽才子
- 麥天恩 飾 皇甫天高 (飄絮草堂主)
- 方洲 飾 雲中鶴
- 招皓東 飾 花飄零
- 陳榮基 飾 雪飛鷹
- 韓江 飾 丐幫長老
- 李壽祺 飾 玄都子
- 羅石青 飾 龍五公子
- 吳桐 飾 龍國雲 國師張忠
- 江濤 飾 南宮霸天
- 文雪兒 飾 公主 / 郡主
- 鮑漢琳 飾 伯顏元帥
- 陳中堅 飾 馮保
- 張美璉 飾 馮仁淑
- 張鴻昌 飾 陸地金龍
- 張錚 飾 大漠神龍
- 小麒麟 飾 十八寨寨主
- 鄧德光 飾 十八寨弟子
- 陳伯元 飾 青雲道長
- 孫季卿 飾 古鐵心
- 梁樹培 飾 哈哈兒
- 蔡水清 飾 江萬里
- 熊德誠 飾 張世傑
- 文千歲 飾 陸秀夫
- 吳業光 飾 張崎父鎮遠將軍張天順
- 唐天希 飾 元將領
- 何炳威 飾 亞牛
- 郭冠雄 飾 亞蝦
- 梁德衛 飾 太湖醫隱
- 區嶽 飾 藥王
- 岺應林 飾 魔眼鷹
- 吳國佳 飾 鬼面狼
- 黃沙文 飾 千爪蠍
- 梁尚雲 飾 醉羅漢
- 李漢成 飾 鐵頭僧
- 陳鵬飛 飾 伙頭雙魔
- 尹發 飾 伙頭雙魔
- 徐新義 飾 葛長老
- 陳曙光 飾 金國元顏博
- 吳回 飾 金國顏老人

## 外部連結
- 劇集怒劍鳴-雅文逸志 （页面存档备份，存于）
- 怒劍鳴-華人百科 （页面存档备份，存于）